# 张家湾镇 (纳雍县)
张家湾镇，是中华人民共和国贵州省毕节市纳雍县下辖的一个乡镇级行政单位。

## 行政区划
张家湾镇下辖以下地区：
张家湾社区、阿雍村、白勒村、补仲村、补作村、大田坎村、二道河村、河尾村、花鱼洞村、垮桥村、老翁村、磨坟村、糯石村、明山村、普洒村、群联村、小河村、幸福村、羊场村、义中村和自佐村。